# The Amityville Haunting
Pour plus de détails, voir Fiche technique et Distribution.
The Amityville Haunting (en français, La hantise d’Amityville) est un film d'horreur américain, sorti le 13 décembre 2011. Le film est inspiré du livre de 1977 Amityville : La Maison du diable. Le film a été produit par The Asylum et Taut Productions.
Le film est écrit et réalisé par Geoff Meed et met en vedette Tyler Shamy, Devin Clark et Jon Kondelik, qui ne sont pas crédités. Le slogan publicitaire est « La famille n’a pas survécu. Mais les enregistrements l’ont fait. » Il prétend être basé sur « des images réelles trouvées qui documentent les expériences horribles d’une famille qui a emménagé dans la tristement célèbre maison hantée ». Le film a été universellement éreinté par les critiques et a souvent été cité comme l’un des pires films d’horreur jamais réalisés.

## Synopsis
En juin 2008, la famille Benson emménage au 112 Ocean Avenue, Amityville, en raison de problèmes avec leur fille adolescente, Lori. Malgré l’histoire troublante de la maison où Ronald DeFeo Jr. a abattu six membres de sa famille en 1974, les Benson acceptent d’acheter la maison. Après leur décision, ils trouvent leur agent immobilier mort dans leur allée. Le lendemain, Tyler Benson voit l’un des déménageurs tomber dans les escaliers, se tuant sur le coup. La famille continue de vivre dans la maison, malgré la tension croissante causée par les événements inexplicables qui se produisent.
Des portes qui s’ouvrent jusqu’à un mystérieux téléphone apparaissant dans la cuisine, les phénomènes paranormaux continuent de déranger Tyler, tandis que ses parents refusent de croire que quelque chose se passe au-delà de leur propre explication. Douglas Benson prend les choses en main lorsqu’il décide d’installer des caméras de vidéosurveillance dans la maison. La jeune Melanie Benson attire l’attention de la famille lorsqu’elle commence à parler à son « ami imaginaire », John Matthew, ce qui amène Douglas à se demander si Lori ou Tyler a raconté à Melanie l’histoire de la maison.
Alors que la famille craint de plus en plus la mort inexplicable d’un ami proche de la famille et d’un garçon voisin attiré par Lori, Douglas s’effondre, utilisant l’attirail religieux pour débarrasser la maison de tous les esprits qui résident dans la maison. Après un mois dans la maison, Lori, Virginia, Douglas et Tyler Benson meurent tous de différentes manières. Melanie Benson est la seule survivante, car elle dit qu’elle a l’intention de rester dans la maison pour toujours, avec John Matthew. Les rapports d’autopsie montrés à la fin du film soulignent le fait que chaque victime était soumise à un stress extrême au moment de sa mort.

## Distribution
- Jason Williams : Douglas Benson
- Amy Van Horne : Virginia Benson
- Devin Clark : Tyler Benson
- Nadine Crocker : Lori Benson
- Gracie Largent : Melanie Benson
- Luke Barnett : Ronald DeFeo Jr. / Le fantôme
- Tyler Shamy : Greg
- John Kondelik : Brett
- Alexander Rzechowicz : Donny Reddit
- Casey Campbell : Détective

## Réception critique
The Amityville Haunting a été universellement éreinté par les critiques et a été cité comme l’un des pires films réalisés par The Asylum. Un auteur de Horrornews.net l’a qualifié de « simplement un mauvais film, sans aucun attrait pour les téléspectateurs », critiquant les astuces alarmistes à petit budget surutilisées et sa fausse publicité comme « réel found footage ». Il a également décrit la performance de Jason Williams dans le rôle de Doug comme « pas crédible pour ce qu’il essaie d’accomplir, il se présente simplement comme une merde avec une attitude », mais a déclaré que « la panique militaire couronne l’ensemble, en faisant tout paraître plutôt stupide ». 
Foywonder de Dread Central a mis au film une note d’un sur cinq, concluant sa critique par « Une partie de moi se demande presque si la seule raison pour laquelle The Amityville Haunting existe est parce que quelqu’un a fait le pari qu’il pourrait détrôner Amityville 3D : Le Démon pour le titre de pire film « Amityville » de tous les temps. Je ne sais pas s’ils ont réussi ici, mais ils en ont certainement pour leur argent. »